# Patricia Field
Patricia Field es una estilista y diseñadora de moda conocida de los Estados Unidos. Nació en Nueva York y creció en Astoria, de padres griegos y armenios. 
Field conoció a Sarah Jessica Parker durante la filmación en Miami de la Rapsodia en 1992. Parker quedó encantada con las colecciones de Field, ambas se hicieron muy amigas.
Antes de que se empezara a rodar la serie de televisión sobre HBO, Parker pidió a Field que la vistiera con unos de sus mejores diseños. Entre ellas había una gran amistad. Los vestidos diseñados por Field siempre han sido muy demandados por clientela de la alta sociedad desde entonces, y algunos de sus diseños se han hecho muy conocidos. Ella tiene muy buenos amigos como Anna Vissi. Además ha participado en el diseño del vestuario de muchas películas como es el caso de El diablo viste de Prada que le valió una candidatura de los óscars al mejor vestuario 
Field también ha aparecido en numerosos programas de televisión.

## Premios y nominaciones
Premios Óscar
| Año  | Categoría                 | Película                    | Resultado |
| ---- | ------------------------- | --------------------------- | --------- |
| 2007 | Mejor diseño de vestuario | El diablo se viste de Prada | Nominada  |